# Naucoris
Naucoris is een geslacht van wantsen uit de familie Naucoridae (Zwemwantsen). Het geslacht werd voor het eerst wetenschappelijk beschreven door Étienne Louis Geoffroy in 1762.

## Soorten
Het genus bevat de volgende soorten:

- Naucoris australicus Stål, 1876
- Naucoris ciliatistylus Linnavuori, 1971
- Naucoris congrex Stål, 1876
- Naucoris crassus Piton & Theobald, 1935
- Naucoris dilatatus Heer, 1853
- Naucoris fuscipennis Schaum, 1853
- Naucoris kenyalis Poisson, 1949
- Naucoris lapidarius Weyenbergh, 1869
- Naucoris maculatus Fabricius, 1798
- Naucoris madagascariensis Montandon, 1899
- Naucoris magela Lansbury, 1991
- Naucoris minutus Polhemus & Polhemus, 2013
- Naucoris obscuratus Montandon, 1913
- Naucoris obscuripennis Stål, 1854
- Naucoris parvulus Signoret, 1869
- Naucoris perezi Bolivar, 1879
- Naucoris planus Germar, 1837
- Naucoris pumilus Zettel, Nieser & Polhemus, 1999
- Naucoris rhizomatus Polhemus, 1984
- Naucoris rottensis Schlechtendal, 1899
- Naucoris scutellaris Stål, 1859
- Naucoris sigaloeis La Rivers, 1974
- Naucoris subaureus Lansbury, 1985
- Naucoris subopacus Montandon, 1913
- Naucoris sumatranus Fieber, 1851